# Alexander Pawlowitsch Gawrilenko

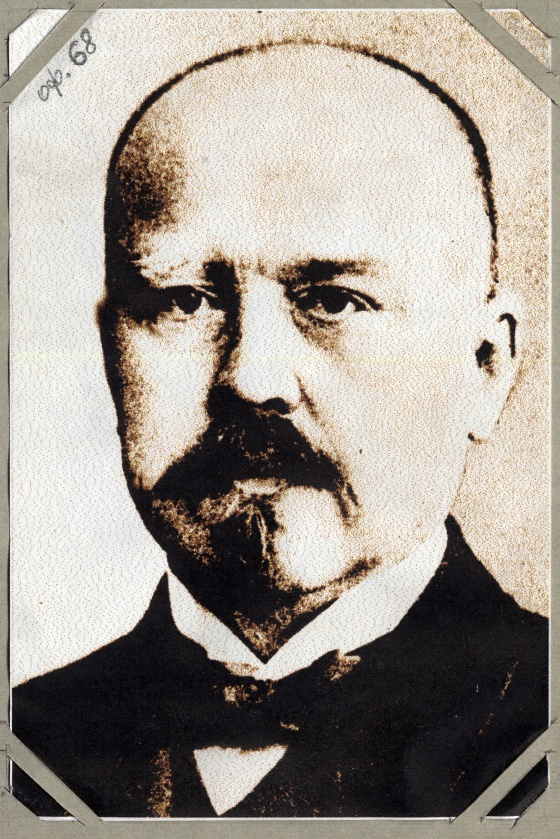
Alexander Pawlowitsch Gawrilenko

Alexander Pawlowitsch Gawrilenko (russisch Александр Павлович Гавриленко; * 1. Märzjul. / 13. März 1861greg. in Aexandrowsk; † 10. Maijul. / 23. Mai 1914greg. in Moskau) war ein russischer Maschinenbauingenieur, Industrieller und Hochschullehrer.

## Leben
Gawrilenko studierte an der Kaiserlichen Moskauer Technischen Hochschule (IMTU) mit Abschluss 1882 als Ingenieur-Mechaniker. Darauf ging er in die USA und arbeitete drei Jahre lang in Maschinenbauwerken.
1888 gründete Gawrilenko mit dem Ingenieur A. G. Rosenblum in Moskau das Gusseisen- und Mechanik-Werk Vulkan und leitete es, bis er es an die Chamownitscheskoe-Towarischtschestwo für Mechanische Geräte übergab.
1895 wurde Gawrilenko Adjunkt-Professor der IMTU. 1897 richtete er dort den Lehrstuhl für Metalle und Holz ein. 1898 wurde er zum Professor ernannt, und die Polytechnische Gesellschaft der IMTU wählte ihn zu ihrem Vizevorsitzenden. 1905 wurde er der erste gewählte Rektor der IMTU. Er gründete den Lehrstuhl für Erstellung von Projekten für den Bau von Maschinen und Werken und für Metall- und Holztechnologie. Er richtete ein Laboratorium für Werkstoff- und Maschinenprüfung ein. Er etablierte seine Metalltechnologie-Vorlesung als eigenständiges Lehrfach und veröffentlichte sie 1897 sowie 1900 seine Dampfkessel-Vorlesung.
Gawrilenko starb unerwartet am 10. Maijul. / 23. Mai 1914greg. an einem Herzinfarkt. Er wurde umgeben von einer großen Trauergemeinde auf dem Donskoi-Friedhof begraben. Nach 1927 wurde er zu Verwandten im Donskoi-Kloster umgebettet.